# زایلو الیگوساکارید

ساختار مولکولی یک زایلو الیگوساکارید فرضی، که در آن n تعداد متغیری از واحدهای زایلوز است.

زایلو اُلیگوساکاریدها (Xylooligosaccharides)، پلیمرهای قند زایلوز هستند. آن‌ها از زایلان موجود در فیبرهای گیاهی تولید می‌شوند. ساختار ۵کربنهٔ آن‌ها (اتم‌های کربن در هر مونومر) اساساً با سایر پری بیوتیک‌ها که بر پایهٔ قندهای ۶کربنه هستند متفاوت است. زایلو الیگوساکاریدها از دههٔ ۱۹۸۰ به‌صورت تجاری در دسترس بوده و در ابتدا توسط شرکت Suntory در ژاپن تولید شده است. این ترکیبات اخیراً به‌طور گسترده به‌صورت تجاری در دسترس قرار گرفته‌اند، زیرا با پیشرفت فناوری‌ها هزینه‌های تولید این ترکیبات، کاهش یافته است. برخی از آنزیم‌های مخمر می‌توانند به‌طور انحصاری زایلان را تنها به xylooligosaccharides-DP-3 تا ۷ تبدیل کنند.
زایلو الیگوساکاریدها به‌عنوان یک پری‌بیوتیک عمل می‌کنند، این مواد، به‌طور انتخابی باکتری‌های مفیدی مانند بیفیدوباکتری‌ها و لاکتوباسیل‌ها را در دستگاه گوارش تغذیه می‌کنند. تعداد زیادی کارآزمایی بالینی با زایلو الیگوساکاریدها انجام شده است که مزایای سلامتی مختلفی از جمله بهبود قند و چربی خون، بهبود سلامت گوارشی و رفع یبوست و تغییرات مفید در نشانگرهای ایمنی را نشان می‌دهد. این فواید، معمولاً با مصرف ۱ تا ۴ گرم از این ترکیبات در روز مشاهده شده است.